# Цинаризин
Цинаризин — синтетичний препарат, що є похідним дифенілпіперазину та належить до групи блокаторів кальцієвих каналів з переважною дією на судини головного мозку, для перорального застосування. Цинаризин уперше синтезований у Бельгії в лабораторії компанії «Janssen Pharmaceutica» у 1955 році.

## Фармакологічні властивості
Цинаризин — синтетичний препарат, що є похідним дифенілпіперазину та належить до групи блокаторів кальцієвих каналів з переважною дією на судини головного мозку. Механізм дії препарату полягає у блокуванні низькопорогових кальцієвих каналів, уповільнюючи входження іонів кальцію в клітини та знижуючи його концентрацію в цитоплазмі. Окрім цього, цинаризин знижує реакцію вазоактивних речовин, таких як норадреналін, ангіотензин, брадикінін і серотонін на судини головного мозку. Цинаризин знижує тонус гладких м'язів артеріол, покращує коронарний та периферичний кровообіг, не має впливу на артеріальний тиск та частоту серцевих скорочень. Препарат має високу тропність до судин головного мозку, покращує мозковий кровообіг, зменшує головний біль та шум у вухах. Цинаризин підвищує еластичність мембран еритроцитів та знижує в'язкість крові, підвищує резистентність клітин організму до гіпоксії. Препарат зменшує збудливість вестибулярного апарату, у тому числі зменшує ністагм. У пацієнтів з порушеннями периферичного кровообігу циннаризин покращує кровопостачання і потенціює постішемічну гіперемію. Препарат має помірний антигістамінний ефект та знижує тонус парасимпатичної нервової системи.

## Фармакокінетика
Цинаризин добре всмоктується у шлунково-кишковому тракті, біоступність препарату становить близько 100%. Препарат добре зв'язується з білками плазми крові. Максимальна концентрація цинаризину в крові досягається протягом 1—3 годин. Препарат проникає через гематоенцефалічний бар'єр. Немає даних, чи цинаризин проникає через плацентарний бар'єр та виділяється в грудне молоко. Метаболізується препарат в печінці. Виділяється цинаризин з організму із калом (⅔ препарату) та сечею (⅓ препарату) у вигляді метаболітів. Період напіввиведення препарату становить 4 години, даних за збільшення цього часу при захворюваннях печінки немає.

## Показання до застосування
Цинаризин застосовується при порушеннях мозкового кровообігу — церебральному атеросклерозі, ішемічному інсульті, відновному періоді після інсультів та черепно-мозкових травм, дисциркуляторній енцефалопатії та сенільній деменції; при симптомах лабіринтних розладів із симптомами шуму у вухах, запаморочення, ністагму, нудоти та блювоти; для профілактики мігрені; для лікування та профілактики порушень периферичного кровообігу (хвороба Рейно, облітеруючий атеросклероз, хвороба Бюргера, діабетична ангіопатія); для профілактики морської та авіаційної хвороби.

## Побічна дія
При застосуванні цинаризину можливі наступні побічні ефекти:
- З боку шкіри та алергічні реакції — нечасто (0,1—1%) гіпергідроз, кератоз, червоний плоский лишай, вовчакоподібні реакції, алергічні реакції.
- З боку травної системи — часто (1—10%) нудота; нечасто (0,1—1%) сухість у роті, блювота, болі в епігастрії, диспептичні явища, холестатична жовтяниця.
- З боку нервової системи — часто (1—10%) сонливість; нечасто (0,1—1%) головний біль, швидка втомлюваність, тремор кінцівок, летаргія, паркінсонізм, екстрапірамідні розлади.
- Інші побічні явища — часто (1—10%) збільшення маси тіла.

## Протипокази
Цинаризин протипоказаний при підвищеній чутливості до препарату. Препарат не рекомендується при паркінсонізмі. З обережністю препарат застосовують при вагітності та годуванні грудьми. Препарат не рекомендується дітям до 5 років.

## Форми випуску
Цинаризин випускається у вигляді таблеток по 0,025 та 0,075 г (форте).
Також на Росії, випускається у вигляді желатинових капсул[джерело?] та суспензії 7,5 % для прийому всередину по 20 мл, проте ефективність даної форми практично та науково не підтвердженна.
Цинаризин випускається у вигляді комбінованого препарату сумісно із пірацетамом у желатинових капсулах по 0,4 г пірацетаму та 0,025 г цинаризину.